# Корнин (Ровненская область)

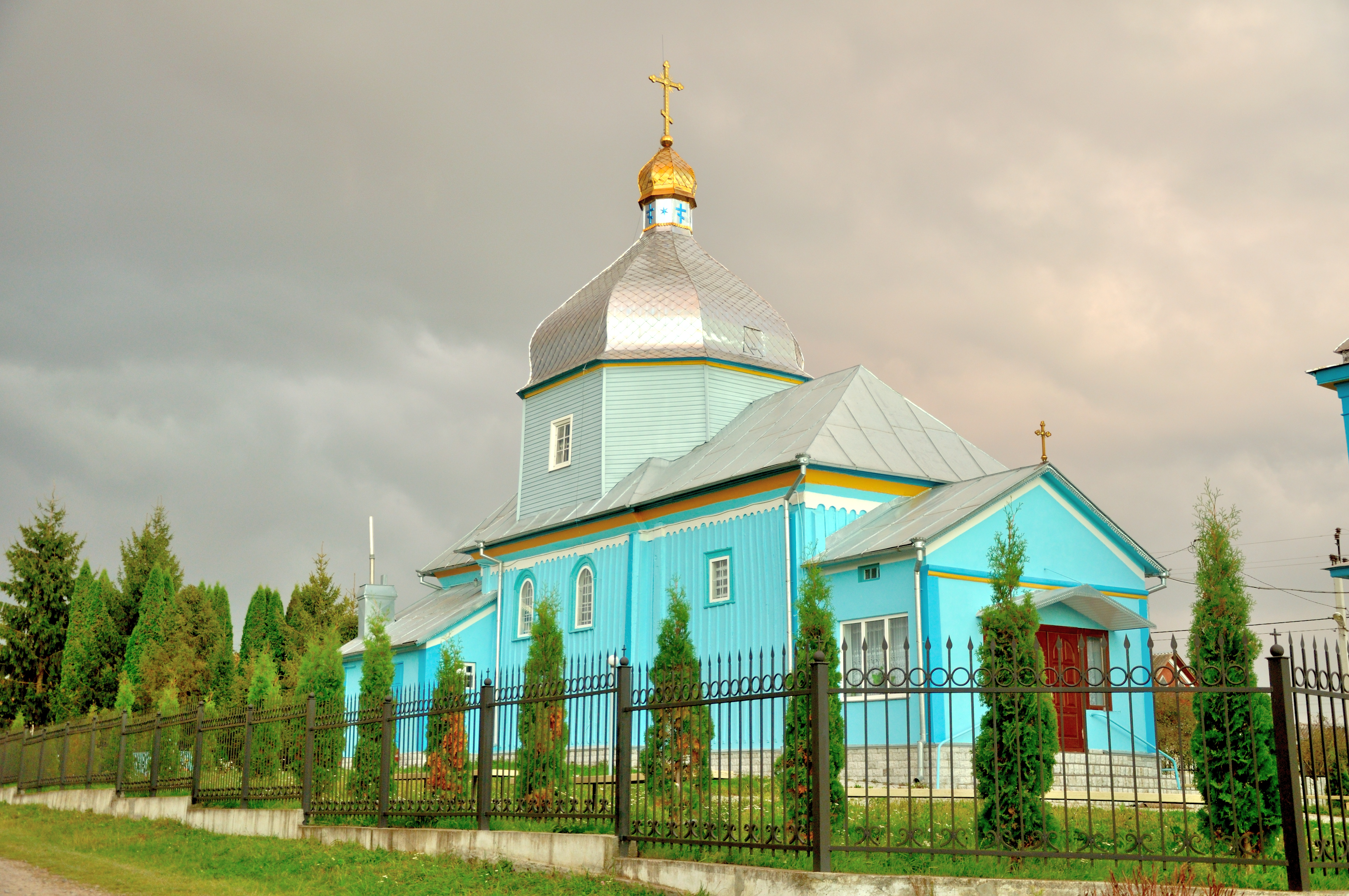
Николаевская церковь

Корнин (укр. Корнин) — село в Ровненском районе Ровненской области Украины. Административный центр Корнинской сельской общины.
Население по переписи 2001 года составляло 2363 человека. Почтовый индекс — 35304. Телефонный код — 362. Код КОАТУУ — 5624685901.